# 上田恵一郎
上田 恵一郎（うえだ けいいちろう、1941年1月19日 - ）は、日本の土木技術者、実業家。前田建設工業代表取締役副社長土木本部長を経て、同社取締役会長や、日本経団連むつ小川原開発推進委員会委員長を務めた。

## 人物・経歴
1965年名古屋工業大学土木工学科卒業、前田建設工業入社。1996年九州支社長。1998年取締役に昇格。1999年常務取締役。2002年専務執行役員。2004年代表取締役副社長土木本部長。2006年には取締役会長及び日本経団連むつ小川原開発推進委員会委員長に就任したが、福島県知事汚職事件を受け辞任した。